# Мальговичі

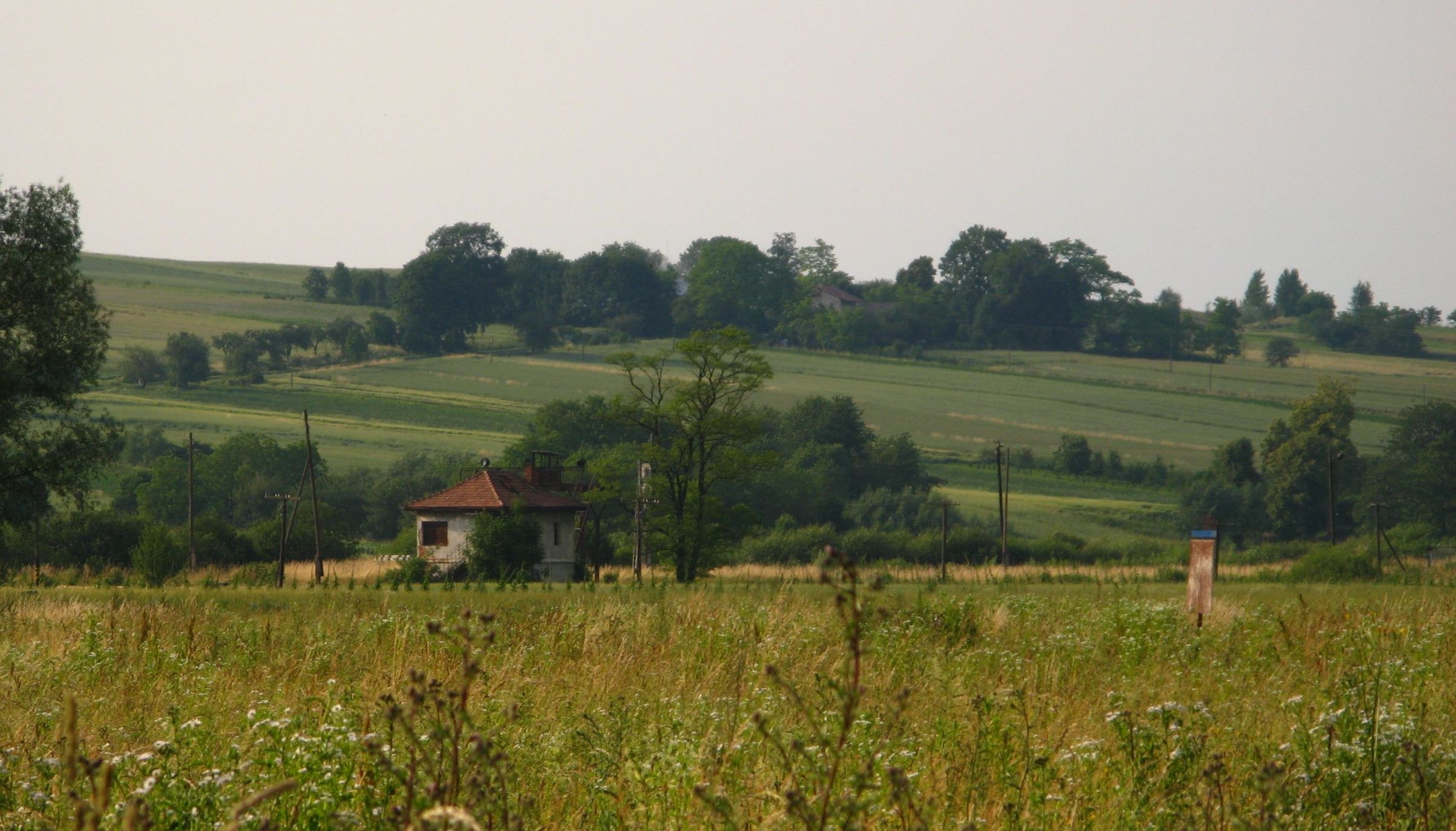
Південна околиця Мальгович (вигляд з Нижанкович)

Мальго́вичі (пол. Malhowice) — село в Польщі, у гміні Перемишль Перемишльського повіту Підкарпатського воєводства, у межах етнічної української території Надсяння. Населення — 210 осіб (2011).
Село розташоване на польсько-українському кордоні (неподалік від Нижанкович), відстань від Перемишля — бл. 10 км. В 2022 році розпочато роботу із будівництва спільного польсько-українського митного автомобільного пункту пропуску. 

## Історія
У 1939 році в селі мешкало 390 осіб, з них 230 українців, 120 поляків, 40 польських колоністів міжвоєнного періоду. Місцева церква належала до парафії Германовичі Нижанківського деканату Перемишльської єпархії. Після війни село передане зі складу Дрогобицької області до Польщі, а українці депортовані.
У 1975—1998 роках село належало до Перемишльського воєводства.

## Демографія
Демографічна структура станом на 31 березня 2011 року:
|          | Загалом | Допрацездатний вік | Працездатний вік | Постпрацездатний вік |
| -------- | ------- | ------------------ | ---------------- | -------------------- |
| Чоловіки | 97      | 23                 | 64               | 10                   |
| Жінки    | 113     | 24                 | 71               | 18                   |
| Разом    | 210     | 47                 | 135              | 28                   |

## Відомі люди

### Народились
- Піпський Григорій — учасник бою під Крутами.
- Заброварний Богдан Йосипович — український історик.

### Поховані
- Петро Голубець — вояк УГА
- Пантелеймон Чура — вояк УГА

Загинули під смт Нижанковичі в боях з польськими військами 14 листопада 1918 року.